# Monedas de euro de Malta
El euro (EUR o €) es la moneda oficial de las instituciones de la Unión Europea desde 1999, cuando sustituyó al ECU, de los Estados que pertenecen a la eurozona y de los micro-Estados europeos con quienes la Unión tiene acuerdos al respecto. También es utilizado de facto en Montenegro y Kosovo. Las monedas de euro están diseñadas de tal manera que en su anverso muestran un diseño específico del Estado emisor mientras que en su reverso muestran un diseño común.
El 1 de enero de 2008, Malta y Chipre se convirtieron en los decimocuarto y decimoquinto países de la Unión Europea en adoptar el euro como moneda oficial. En el caso de Malta, sustituyendo a la lira maltesa. El 10 de julio de 2007, se había establecido la tasa de cambio irrevocable en 0,429300 liras maltesas = 1 euro.

## Diseño regular
Las monedas de euro maltesas tienen tres diseños diferentes. 
La selección de los diseños de las monedas se decidió mediante consulta pública en dos rondas. La primera ronda del proceso de consulta comenzó el 14 de enero de 2006 y finalizó el 29 de enero de 2006. Durante este período, el público podía elegir entre un total de doce opciones, divididas en cuatro temas de diseño: Malta Prehistórica, Malta del Renacimiento, la identidad maltesa y el archipiélago maltés. Se presentaron tres opciones diferentes para cada tema.
Los resultados de la votación de la primera ronda fueron: el Bautismo de Cristo en la Concatedral de San Juan (3498 votos), el Escudo de Malta (2742 votos) y el Altar del Templo de Mnajdra (1872 votos). Otro diseño, la opción del Fuerte de San Ángel, recibió 2037 votos, pero no se incluyó como una de las tres opciones elegidas, ya que el Bautismo de Cristo recibió la mayoría de los votos en ese tema.
Junto con las opciones de diseño visual, al público también se le dieron varias opciones alternativas, que se votaron de la misma manera. La primera y la segunda sugerencias más populares hechas por el público fueron la Cruz de Malta y Dun Karm. El Comité Directivo para la adopción del euro finalmente decidió incluir la sugerencia más popular, la Cruz de Malta, con los tres elegidos por el público.
Estos cuatro finalistas fueron enviados al diseñador Noel Galea Bason y se presentaron cuatro diseños para la segunda ronda de votación.
Durante la segunda fase, que se desarrolló del 29 de mayo al 9 de junio de 2006, se pidió al público que eligiera los diseños reales para las monedas en euros de las cuatro maquetas producidas por el diseñador. Los tres diseños con el mayor número de votos se convertirían en el diseño final para la cara de Malta del conjunto de monedas del euro.
Los resultados de la segunda ronda fueron, por este orden, la Cruz de Malta, el Escudo de Malta y el Templo de Mnajdra.
El Banco Central de Malta publicó los diseños finales de las monedas en euros el 19 de febrero de 2007.
Todas las monedas llevan las 12 estrellas de la UE, la palabra MALTA y el año de acuñación.
|                                                          |
| Templo de Mnajdra motivo de las monedas de 1, 2 y 5 cts. |

| |
| Escudo de Malta motivo de las monedasrepresentación heráldica que da motivo a las monedas de 10, 20 y 50 cts. |

| Motivos de las monedas de 1 y 2 euro                           |
| \| \| \| Cruz de Malta motivo de las monedas de 1 y 2 euro. \| |
|                                                                |
| Cruz de Malta motivo de las monedas de 1 y 2 euro.             |

| 0,01 €                             | 0,02 € | 0,05 €      |
| ---------------------------------- | ------ | ----------- |
|                                    |        |             |
| Detalle del Templo de Mnajdra      |        |             |
| 0,10 €                             | 0,20 € | 0,50 €      |
|                                    |        |             |
| Representación del escudo de Malta |        |             |
| 1,00 €                             | 2,00 € | 2 € (canto) |
|                                    |        |             |
| Diseño de la Cruz de Malta         |        |             |

## Cantidad de piezas acuñadas
Las monedas de euro de Malta han sido acuñadas en otros países de la eurozona (en 2008, en Francia; entre 2010 y 2015, en los Países Bajos; y desde 2016, en Francia).

## Monedas conmemorativas de 2 euros
Para más información, véase monedas conmemorativas de 2 euros.
| Año  | Motivo                                                                                                | Emisión | Imagen |
| ---- | --- | ------- | ------ |
| 2009 | Diseño común: X Aniversario de la creación de la Unión Económica y Monetaria                          |         |        |
| 2011 | Historia constitucional: Primera elección de representantes en 1849                                   |         |        |
| 2012 | Historia constitucional: Representación mayoritaria 1887                                              |         |        |
| 2012 | Diseño común: X Aniversario de la puesta en circulación de los billetes y monedas en euros            |         |        |
| 2013 | Historia constitucional: Autogobierno de 1921                                                         |         |        |
| 2014 | Historia constitucional: 1964 Independencia                                                           |         |        |
| 2014 | 200.º Aniversario de la Fuerza Policial de Malta                                                      |         |        |
| 2015 | Centenario del primer vuelo desde Malta                                                               |         |        |
| 2015 | Historia constitucional: 1974 República                                                               |         |        |
| 2015 | Diseño común: 30º aniversario de la Bandera europea                                                   |         |        |
| 2016 | Templos de Ggantija                                                                                   |         |        |
| 2016 | Los niños y la solidaridad: El Amor                                                                   |         |        |
| 2017 | Templos de Hagar Qim                                                                                  |         |        |
| 2017 | Los niños y la solidaridad: Paz                                                                       |         |        |
| 2018 | Templos de Mnajdra                                                                                    |         |        |
| 2018 | Los niños y la solidaridad: Patrimonio cultural                                                       |         |        |
| 2019 | Los niños y la solidaridad: Naturaleza y medio ambiente                                               |         |        |
| 2019 | Templos de Ta' Ħaġrat                                                                                 |         |        |
| 2020 | Los niños y la solidaridad: Juegos                                                                    |         |        |
| 2020 | Templos de Skorba                                                                                     |         |        |
| 2021 | Templos de Tarxien                                                                                    |         |        |
| 2021 | Héroes de la pandemia                                                                                 |         |        |
| 2022 | Hipogeo de Hal Saflieni                                                                               |         |        |
| 2022 | Resolución del Consejo de Seguridad de las Naciones Unidas sobre la paz y la seguridad de las mujeres |         |        |
| 2022 | Diseño común: 35º aniversario del programa Erasmus                                                    |         |        |